# ماتسوئو، چیبا
ماتسوئو، چیبا (به لاتین: Matsuo) یک منطقهٔ مسکونی در ژاپن است که در کانتو واقع شده‌است. ماتسوئو ۱۱٬۱۲۱ نفر جمعیت دارد.